# Marcha rusa
La marcha rusa (en ruso: Русский марш, romanizado: Russkiy marsh) es una manifestación anual en la que participan varias organizaciones nacionalistas rusas, muchas de ellas neo-nazis, en varias ciudades importantes de Rusia bajo el lema "es nuestro país", en conmemoración del 4 de noviembre, el Día de la Unidad Nacional.
Entre los participantes más destacados se encuentran el Movimiento contra la Inmigración Ilegal, el principal organizador de las manifestaciones, el Partido Eurasia de Aleksandr Duguin, Dmitri Diómushkin, el Partido Nacional Estatal de Rusia y el diputado de la Duma Estatal Nikolái Kuryanóvich, quien fue excluido del Partido Liberal-Demócrata de Rusia por su simpatía hacia la marcha. Otros participantes fueron el Frente Nacional Patriótico "Memoria", la Comunidad "Verdad", la Unión Nacional Rusa, el Movimiento Social Ruso y el Movimiento "Orden Ruso" dirigido por Vasily Ansimov.